# Ariel Levy (Autorin)

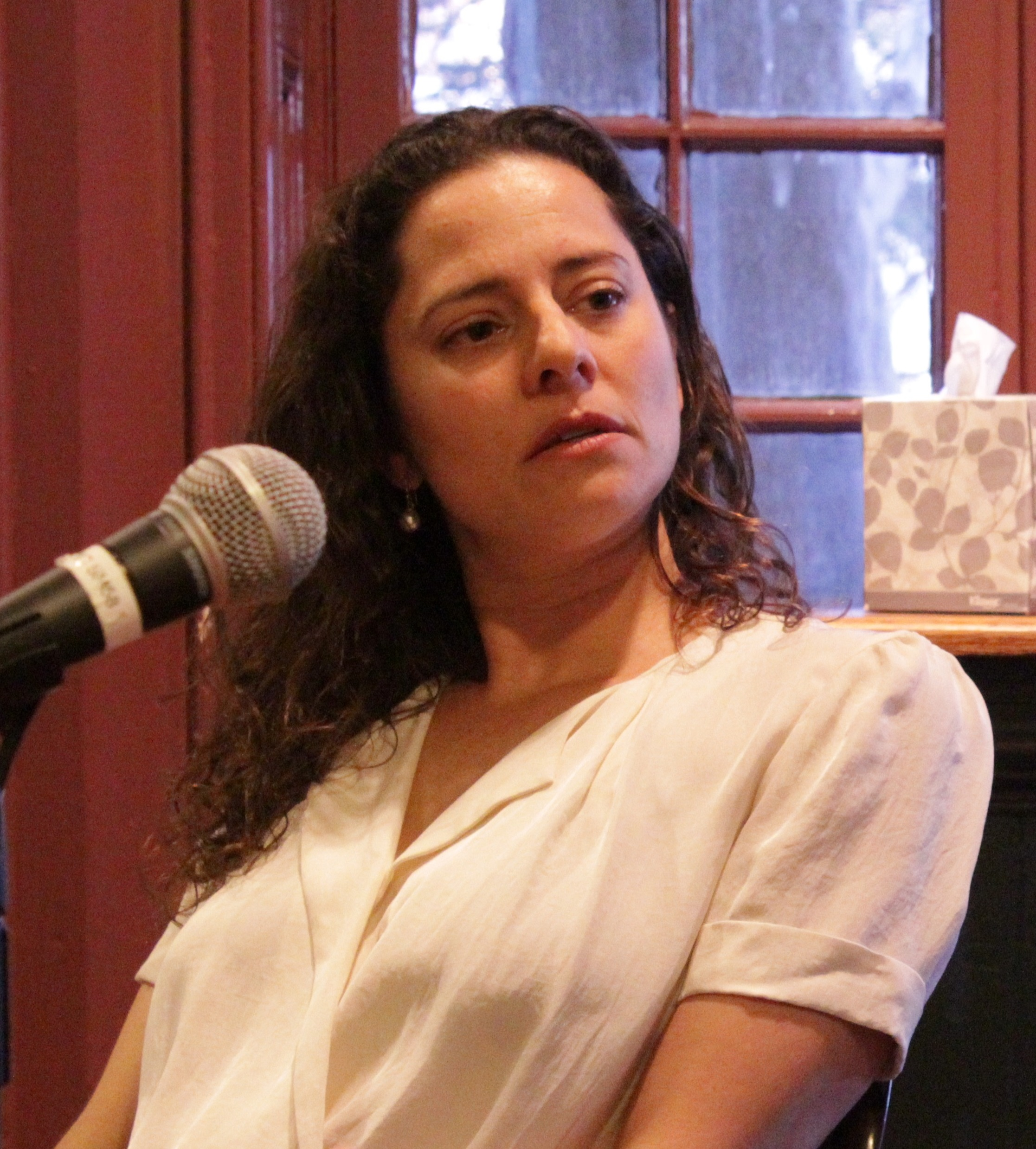
Ariel Levy (2016)

Ariel Levy (* 1974 in Larchmont, New York) ist eine amerikanische Schriftstellerin und seit 2008 Redakteurin des Magazins The New Yorker. Sie ist unter anderem die Autorin der Bücher Gegen alle Regeln und Female Chauvinist Pigs: Women and the Rise of Raunch Culture. Sie ist Moderatorin des Podcasts The Just Enough Family.

## Leben
Levy wuchs in einer jüdischen Familie auf und besuchte in den 1990er Jahren die Wesleyan University, die sie 1996 abschloss. Sie sagt, dass ihre Erfahrungen an der Wesleyan, die „aus Prinzip gemeinschaftsduschen“ hatte, ihre Ansichten über moderne Sexualität stark beeinflussten. Anschließend war sie kurzzeitig bei Planned Parenthood angestellt und wechselte zum New York Magazine.
Levy ist offen bisexuell und heiratete 2007 Amy Norquist. Sie ließen sich 2012 scheiden. Levy hielt die Scheidung und die Versuche schwanger zu werden in ihren Memoiren fest. 2017 heiratete sie John Gasson, einen Arzt aus Südafrika, der sie während ihrer Fehlgeburt in der Mongolei betreute.

## Schriftstellerisches Werk
Levy war 12 Jahre lang Redakteurin bei der Zeitschrift New York Magazine und verfasste dort Beiträge über John Waters, Stanley Bosworth, Donatella Versace, den Schriftsteller George W. S. Trow, die Feministin Andrea Dworkin und die Künstler Ryan McGinley und Dash Snow. Für das Magazin The New Yorker, bei dem Levy seit 2008 als Redakteurin tätig ist, hat sie Porträts von Cindy McCain, Silvio Berlusconi, Edith Windsor, Caster Semenya, Lamar Van Dyke, Mike Huckabee und Callista Gingrich geschrieben. Sie hat sich mit Fragen des amerikanischen Drogenkonsums, der Geschlechterrollen, der lesbischen Geschichte und Kultur sowie der Popularität von US-amerikanischen Popkultur-Klassikern wie Sex and the City befasst. Weitere ihrer Arbeiten erschienen in The Washington Post, Vogue, Slate und The New York Times. Levy wurde in der Juni/Juli-Ausgabe 2009 von The Advocate zu einer der einflussreichsten geouteten Personen der Gruppe „Forty Under 40“ ernannt.
Levy kritisierte die pornografische Videoserie Girls Gone Wild, nachdem sie das Kamerateam drei Tage lang begleitet und sowohl die Macher der Serie als auch die Frauen, die in den Videos auftraten, interviewt hatte. Ihre dort gemachten Erfahrungen arbeitete sie in Female Chauvinist Pigs auf. 2013 veröffentlichte The New Yorker ihren Essay Thanksgiving in Mongolia über den Verlust ihres neugeborenen Sohnes im Alter von 19 Wochen, als sie alleine durch die Mongolei reiste.
Levy ist Co-Autorin von Demi Moores 2019 erschienener Autobiografie Inside Out.
Im April 2020 schrieb Levy einen kontroversen Artikel für The New Yorker über Renee Bach, eine weiße amerikanische Missionarin, die beschuldigt wird, sich als Medizinerin ausgegeben und Versuche an ugandischen Kindern durchgeführt zu haben. Die Gruppe No White Saviors, deren Mitbegründerin Kelsey Nielsen für den Artikel interviewt wurde, forderte einen vollständigen Widerruf und eine Entschuldigung und behauptete, Nielsen sei falsch zitiert und diskreditiert worden und Levy habe die Berichte mutmaßlicher Opfer manipuliert und im Artikel absichtlich Beweise gegen Bach ausgelassen.

## Werke (Auswahl)
- The best American essays. Houghton Mifflin Harcourt 2015, ISBN 978-0-544-57921-7.
- Female Chauvinist Pigs: Women and the Rise of Raunch Culture. Roman. Free Press, New York 2005, ISBN 978-0-7432-7473-9.
- Gegen alle Regeln. Eine Geschichte von Liebe und Verlust. Roman. Knaur HC, München 2017, ISBN 978-3-426-21430-5.
- The Rules Do Not Apply. Little, Brown and Company, 2017, ISBN 978-0-349-00531-7 (books.google.com – Leseprobe).